# Piero Mondini
Piero Mondini, indicato anche come Pietro Alberto Mondini e Piero Alberto Mondini (Soresina, 7 dicembre 1906 – ...), è stato un calciatore italiano, di ruolo centrocampista.

## Carriera
Giocò in Serie A con la Cremonese. Esordì nella nuova Serie A a Busto Arsizio il 6 ottobre 1929 nella partita Pro Patria-Cremonese (4-2), con i grigiorossi ha disputato 40 incontri e realizzato 2 reti, il primo incontro il 20 giugno 1926 Cremonese-Padova (2-1) e l'ultimo in una partita di Serie B giocata il 1º febbraio 1931 Cremonese-Liguria (4-1). Smesse le vesti di calciatore, fu per diversi anni dirigente e consigliere della società grigiorossa, esercitando anche la professione di avvocato.